# Гуламирян, Арсен
Арсен Гуламирян (арм. Արսեն Գուլամիրյան, фр. Arsen Goulamirian; род. 4 октября 1987, Ереван, Армянская ССР) — французский боксёр-профессионал, армянского происхождения, выступающий в первой тяжёлой и тяжёлой весовых категориях. Чемпион Франкофонских игр (2009) в любителях.
Среди профессионалов бывший суперчемпион мира по версии WBA (2019—2024), бывший регулярный чемпион мира по версии WBA (2019), временный чемпион мира по версии WBA (2018—2019), континентальный чемпион по версии WBA (2016—2017), чемпион Франции (2016—2017) в 1-м тяжёлом весе.

## Профессиональная карьера
Арсен Гуламирян дебютировал на профессиональном ринге 27 мая 2011 года в бою против польского боксера Адриана Блесзунски. Поединок прошёл в тяжёлом весе и завершился победой Гуламиряна техническим нокаутом в 1-м раунде. 5 марта 2016 года провел свой первый титульный поединок за пояс континентального чемпиона в первом тяжёлом весе по версии WBA против чешского боксера Любоса Суды. В следующем поединке, который прошёл 16 апреля 2016 года Арсен выиграл титул чемпиона Франции в первом тяжёлом весе. 20 марта 2016 года защитил титул континентального чемпиона WBA в бою против российского спортсмена Андрея Князева.

### Чемпионский бой с Риадом Мерхи
24 марта 2018 года победил техническим нокаутом в 11-м раунде в бою против небитого бельгийского боксера Риада Мерхи (24-0) и завоевал вакантный титул временного чемпиона мира по версии WBA в 1-м тяжёлом весе.

### Чемпионский бой с Марком Флэнаганом
20 октября 2018 года победил техническим нокаутом в 9-м раунде австралийца Марка Флэнагана (24-5) и защитил титул временного чемпиона мира по версии WBA.

### Чемпионский бой с Константином Беженару
28 декабря 2019 года состоялся поединок Гуламиряна с небитым румыном молдавского происхождения Константином Беженару (14-0), в котором Гуламирян досрочно победил путём отказа соперника выйти на 10-й раунд, и защитил титул суперчемпиона мира по версии WBA в 1-м тяжёлом весе.

### Чемпионский бой с Алексеем Егоровым
Не выходивший на ринг с конца 2019 года ввиду травмы ребра и ковида чемпион встретился в Каннах (Франция) с обязательным претендентом Алексеем Егоровым (11-0, 7 КО). Начало поединка вплоть до середины осталось за претендентом он был лучше на ногах и в работе передней рукой. Чемпион сделал ставку на контратаки и силовые удары. К середине боя Егоров устал и в рисунке боя наметился перелом. Егоров стал чаще клинчевать, где так же тратилось много энергии. В 8-м раунде Гуламиряну удалось потрясти Егорова, а в 10-м ему почти это удалось. На тот момент бой шел полностью под диктовку чемпиона.Счёт судей составил:116-112 - дважды, 117-111 в пользу чемпиона. UD 12.
Осенью 2023 года подписал сопромоутерский контракт с известным британским промоутером Беном Шаломом. В это же время WBA обязала Гуламиряна провести вторую подряд обязательную защиту пояса с экс-чемпионом Юниэлем Дортикосом (25-2, 23 КО) из Кубы.

### Бой с Хильберто Рамирес
Получил разрешение WBA отложить обязательную защиту своего титула против первого номера рейтинга Юниэля Дортикоса и провести добровольную защиту против 32-летнего Хильберто Рамиреса, который успешно дебютировал в первом тяжёлом весе и занимает второе место в рейтинге WBA. 
Бой состоялся 30-го марта в Инглвуде (Калифорния). Рамирес одержал победу единогласным решением судей после 12 раундов. Для Рамиреса это стала уже 46-я победа в его карьере на профессиональном ринге. Арсен Гуламирян потерпел первое поражение в карьере. 

## Статистика профессиональных боёв
В таблице перечислены результаты всех поединков боксёров.
В каждой строке указан результат поединка. Дополнительно номер поединка обозначен цветом, который обозначает итог поединка. Расшифровка обозначений и цветов представлена в нижеследующей таблице.
| Пример | Расшифровка                     |
| ------ | ------------------------------- |
|        | Победа                          |
|        | Ничья                           |
|        | Поражение                       |
|        | Планируемый поединок            |
|        | Поединок признан несостоявшимся |
| КО     | Нокаут                          |
| ТКО    | Технический нокаут              |
| PTS    | Решение судей (по очкам)        |
| UD     | Единогласное решение судей      |
| MD     | Решение большинства судей       |
| SD     | Раздельное решение судей        |
| RTD    | Отказ от продолжения боя        |
| DQ     | Дисквалификация                 |
| NC     | Поединок признан несостоявшимся |

| 28 поединков, 27 побед (18 нокаутом), 1 поражение. | 28 поединков, 27 побед (18 нокаутом), 1 поражение. | 28 поединков, 27 побед (18 нокаутом), 1 поражение. | 28 поединков, 27 побед (18 нокаутом), 1 поражение. | 28 поединков, 27 побед (18 нокаутом), 1 поражение. | 28 поединков, 27 побед (18 нокаутом), 1 поражение. | 28 поединков, 27 побед (18 нокаутом), 1 поражение.                                                                       |
| Бой                                                | Рекорд                                             | Дата боя                                           | Соперник                                           | Место проведения боя                               | Результат                                          | Примечания |
| -------------------------------------------------- | -------------------------------------------------- | -------------------------------------------------- | -------------------------------------------------- | -------------------------------------------------- | -------------------------------------------------- | --- |
| 28                                                 | 27-1                                               | 30 марта 2024                                      | Хильберто Рамирес (45-1)                           | La Palestre, Ле-Канне, Приморские Альпы, Франция   | UD 12                                              | Бой за титул чемпиона мира по версии WBA-супер (4-я защита Гуламиряна) в 1-м тяжёлом весе. Счёт судей: 118-110 (трижды). |
| 27                                                 | 27-0                                               | 19 ноября 2022                                     | Алексей Егоров (11-0)                              | La Palestre, Ле-Канне, Приморские Альпы, Франция   | UD 12                                              | Защитил титул суперчемпиона мира по версии WBA (3-я защита Гуламиряна) в 1-м тяжёлом весе.                               |
| 26                                                 | 26-0                                               | 28 декабря 2019                                    | Константин Беженару (14-0)                         | Марсель, Франция                                   | RTD 10 (12), 3:00                                  | Защитил титул суперчемпиона мира по версии WBA (2-я защита Гуламиряна) в 1-м тяжёлом весе.                               |
| 25                                                 | 25-0                                               | 15 ноября 2019                                     | Кейн Уоттс (21-3)                                  | Париж, Франция                                     | KO 4 (12), 1:05                                    | Защитил титул суперчемпиона мира по версии WBA (1-я защита Гуламиряна) в 1-м тяжёлом весе.                               |
| 24                                                 | 24-0                                               | 20 октября 2018                                    | Марк Флэнаган (24-5)                               | Марсель, Франция                                   | TKO 9 (12)                                         | Завоевал титул чемпиона мира по версии WBA Gold в 1-м тяжёлом весе.                                                      |
| 23                                                 | 23-0                                               | 24 марта 2018                                      | Риад Мерхи (24-0)                                  | Марсель, Франция                                   | TKO 11 (12), 0:51                                  | Завоевал титул временного чемпиона мира по версии WBA в 1-м тяжёлом весе.                                                |
| 22                                                 | 22-0                                               | 2 декабря 2017                                     | Хамилтон Вентура (15-4-1)                          | Ле-Канне, Франция                                  | KO 3 (10)                                          | |
| 21                                                 | 21-0                                               | 1 июля 2017                                        | Митч Уильямс (15-5-3)                              | Эвьян-ле-Бен, Франция                              | TKO 9 (10)                                         | |
| 20                                                 | 20-0                                               | 22 апреля 2017                                     | Александр Кубич (9-3)                              | Вийёрбан, Франция                                  | UD 10 (10)                                         | |
| 19                                                 | 19-0                                               | 17 декабря 2016                                    | Артурс Куликаускис (18-31-6)                       | Сен-Дени, Франция                                  | TKO 3 (10)                                         | |
| 18                                                 | 18-0                                               | 22 октября 2016                                    | Джулиан Илие (21-11-2)                             | Довиль, Франция                                    | TKO 2 (8)                                          | |
| 17                                                 | 17-0                                               | 20 мая 2016                                        | Андрей Князев (13-2)                               | Париж, Франция                                     | UD 12                                              | Защитил титул чемпиона по версии WBA Continental (1-я защита Гуламиряна) в 1-м тяжёлом весе.                             |
| 16                                                 | 16-0                                               | 16 апреля 2016                                     | Давид Радефф (2) (6-10-2)                          | Исудён, Франция                                    | TKO 5 (10)                                         | Бой за титул чемпиона Франции в 1-м тяжёлом весе.                                                                        |
| 15                                                 | 15-0                                               | 5 марта 2016                                       | Любош Суда (34-10-1)                               | Корбей-Эсон, Франция                               | TKO 1 (12)                                         | Бой за вакантный титул чемпиона по версии WBA Continental в 1-м тяжёлом весе.                                            |
| 14                                                 | 14-0                                               | 29 января 2016                                     | Томислав Рудан (5-7-1)                             | Бланьяк, Франция                                   | KO 2 (6)                                           | |
| 13                                                 | 13-0                                               | 17 декабря 2015                                    | Исосса Мондо (6-8)                                 | Париж, Франция                                     | KO 6 (8)                                           | |
| 12                                                 | 12-0                                               | 17 октября 2015                                    | Лукаш Русевич (20-21)                              | Овиллер-ле-Форж, Франция                           | UD 8 (8)                                           | Счёт: 77-75, 78-74, 80-73.                                                                                               |
| 11                                                 | 11-0                                               | 3 июля 2015                                        | Мохамед Аззауи (26-7-3)                            | Ош, Франция                                        | TKO 1 (8)                                          | |
| 10                                                 | 10-0                                               | 31 мая 2015                                        | Тони Вишич (18-18-1)                               | Алст, Бельгия                                      | TKO 3 (6)                                          | |
| 9                                                  | 9-0                                                | 3 апреля 2015                                      | Исмаил Абдул (55-33-2)                             | Гент, Бельгия                                      | SD 8 (8)                                           | Счёт: 76-77, 78-74, 79-74.                                                                                               |
| 8                                                  | 8-0                                                | 30 января 2015                                     | Артурс Куликаускис (15-21-4)                       | Бланьяк, Франция                                   | PTS 6                                              | |
| 7                                                  | 7-0                                                | 21 марта 2014                                      | Мартин Авила (14-13)                               | Пуэнт-Клер, Канада                                 | KO 1 (6)                                           | |
| 6                                                  | 6-0                                                | 19 сентября 2013                                   | Матьё Моннье (5-2)                                 | Лион, Франция                                      | UD 6                                               | |
| 5                                                  | 5-0                                                | 5 июля 2013                                        | Давид Радефф (4-6-2)                               | Ош, Франция                                        | TKO 7 (10)                                         | |
| 4                                                  | 4-0                                                | 30 марта 2013                                      | Тейлор Мабика (9-0)                                | Исудён, Франция                                    | UD 8                                               | |
| 3                                                  | 3-0                                                | 23 ноября 2012                                     | Патрик Коволль (1-5)                               | Бланьяк, Франция                                   | TKO 1 (6)                                          | |
| 2                                                  | 2-0                                                | 26 января 2012                                     | Антуан Бойя (1-1)                                  | Бланьяк, Франция                                   | PTS 6                                              | Счёт: 60-54. |
| 1                                                  | 1-0                                                | 27 мая 2011                                        | Адриан Блешинский (дебют)                          | Бланьяк, Франция                                   | TKO 1 (4)                                          | |
| Бой                                                | Рекорд                                             | Дата боя                                           | Соперник                                           | Место проведения боя                               | Результат                                          | Примечания |